# Eunice collaris
Eunice collaris är en ringmaskart som beskrevs av Grube 1870. Eunice collaris ingår i släktet Eunice och familjen Eunicidae. Inga underarter finns listade i Catalogue of Life.